# Agustín Teylinghem
Agustín Theylinghem fue un jesuita nacido en Harlem, Holanda, en 1587 y fallecido en 4 de agosto de 1665.

## Biografía
Agustín tomó el hábito en la Compañía de Jesús en el año 1606, se entregó a la predicación y fue por espacio de muchos años un celoso misionero, cuyas funciones las ejerció ordinariamente en Holanda.
Hizo este jesuita imprimir en su lengua muchas obras contra las herejías y los heterodoxos y puede consultarse para ello la edición en 4º de 1739, de la "Biblioteca Bélgica" de Valerio Andrés.

## Obras
- De Controversiis Fidei, Amberes, 1640.[1]
- Extractus catholicus, Amberes, 1641, en 8º.[1]
- Ortus tumultuum Belgicorum, Colonia, 1645, en 12º.[1]
- Paradisus voluptatis, Anvers, 1630.[1]